# Valschavielkamm
Der Valschavielkamm ist Teil des südöstlichen Westverwall (westlichen Verwallgruppe) und liegt  im Europaschutzgebiet Verwall (Vorarlberg) (AT3412000).
Der südwestliche Teil des Valschavielkamm mit dem von Westen zum Tavamunter Augstenberg (2489 m ü. A.) heraufziehendem Schassnergrat und der Versalspitze (auch: Versailspitze, 2462 m ü. A.) grenzt das Valschavieltal im Süden ab. Etwa in der Mitte des Kammes liegt der Westliche Valschavielberg (2546 m ü. A.), dazwischen der Verbellakopf (2581 m ü. A.). Der südwestliche Teil ist über die Tafamuntbahn und das Maiensäß Tafamunt sowie über die Heilbronner Hütte gut erschlossen. Das nordöstliche Ende des Valschavielkammes mit dem Hauptgipfel, dem Östlichen Valschavielberg (2623 m ü. A.) und dem Stritkopf (2604 m ü. A., nahe der Grenze zu Tirol), ist weniger gut zugänglich.
Der Steilabbruch des Valschavielkammes oberhalb der Rotte Rifa zwischen Gaschurn und Partenen wird als Tafamunt (auch Tavamunt und ähnlich) bezeichnet.
Das südlich des Schassnergrates stehende, 1931 erbaute und seit 1967 nicht mehr bewirtschaftete Versailhaus diente ursprünglich als Stützpunkt für Wanderungen im Gebiet des Valschavielkamms.

## Namensherleitung
Im Urbarium der Herrschaft Sonnenberg aus dem Jahr 1423 wurde die Alpe als „Valtschevill“ geschrieben. In einem Urteil des Märzgerichts in Gaschurn, gesprochen von Adam Salomon, Untervogt und Richter der Stadt und Herrschaft Bludenz vom 6. August 1654, wurde der Name des Tales als „Faltschefiel“ wiedergegeben.
A. R. Schmidt und Johann Nepomuk Friese in „Vorarlberg nach den von dem geognostisch-montanistischen Verein für Tirol und Vorarlberg veranlaßten Begehungen geognostisch beschrieben und in einer geognostischen Karte dargestellt“, Innsbruck 1843, erwähnen „Valschaviel“ in der heutigen Schreibweise. Ebenso erwähnt Josef Trentinaglia-Telvenbur in „Das Gebiet der Rosanna Und Trisanna“, aus dem Jahr 1875, den Valschavielkamm in dieser Schreibweise.
Der Name des Valschavielkopf, -bach und -alpe soll nach Josef Zösmaier im Jahr 1783 als „Valschviel“, 1610 Vallschaviel, Vallschwiel und ähnlich geschrieben worden sein. 1923 als Valtschafiel gesprochen. Zösmair leitet das Wort aus vallis cavalli mit der Bedeutung „Roßtal“ oder „Gaultal“ ab. Als weitere Interpretation nennt er „vallis clavis“ im Sinne „Schlüsseltal“, im Zusammenhang mit dem Übergang über das Winterjöchl nach Tirol als einen solchen Schlüsselzugang.

## Wandern
Der Valschavielkamm ist vom Tal (Gaschurn / Partenen) aus in etwa vier bis fünf Stunden zu Fuß zu erreichen (bequemer mit der Tafamuntbahn ab Partenen). Alle Gipfel des Valschavielkamms befinden sich relativ nahe beieinander und sind jeweils in einer halben (z. B. Versalspitze zum Augstenberg) bis eineinhalb Stunden (z. B. vom östlichen zum westlichen Valschavielberg) zu erreichen. Der gesamte Valschavielkamm kann in etwa sechs bis sieben Stunden längs begangen werden. Es ist mittlere Kondition erforderlich.